# USS Long Island
USS Long Island je ime več plovil vojne mornarice ZDA:
- USS Long Island (SP-572)
- USS Long Island (CVE-1)